# 俳文
俳文（はいぶん）は、江戸時代に書かれた俳意（和歌の優雅に対する滑稽の意）をもって記述された文章、またはその作品。松尾芭蕉が『猿蓑』編纂の際、句集と文集を集めることを企図したが実現せず、『猿蓑』に芭蕉自身が記した『幻住庵記』が収められた。この『幻住庵記』が俳文として公開された最初の作品とされる。

## 様式・表現
中国の唐代から宋代にかけての「古文」を範とする。日常身辺に取材した随筆風の内容、和漢混淆体の文語体、四字句を基調とした文章のリズム、対句や出典のある言葉の頻用を共通の特徴とする。修辞として、和歌の縁語や掛詞、漢詩的な対語・対句を多用したり、主述関係に省略やねじれを伴う表現が見られたりする点も特徴である。

## 作品
山岡元隣『宝蔵』（寛文11年（1671年）刊）が俳諧の先駆的俳文集とされる。その後、松尾芭蕉によって俳文が文芸ジャンルとして打ち出され、森川許六編『風俗文選』（宝永3年（1706年）刊）が初の俳文撰集として刊行される。各務支考編『本朝文選』（享保3年（1718年）刊）『和漢文操』（享保12年（1727年））は俳文集の規範となる一方で、狂歌界から狂文の発生を促した。なお、明治時代の写生文は新俳文として俳文の意識を受け継ぐが、俳文とは区別される。